# Бурков, Алексей Иванович
Алексе́й Ива́нович Бурко́в (7 января 1954, Ленинград — 21 ноября 2004, Москва) — советский и российский спортивный комментатор, основоположник спортивной редакции на телеканале НТВ, впоследствии на «НТВ-Плюс».

## Биография
Родился 7 января 1954 года в Ленинграде.
Обучался в Ленинградском и Московском институтах физкультуры. В 1980 году окончил факультет журналистики МГУ, телевизионное отделение.
В 1976 году стал обладателем Кубка СССР по водному поло в составе студенческой команды МГУ.

### Профессиональная деятельность
На телевидении — с 1981 года. Работал в спортивной редакции ЦТ СССР. Начинал работу как корреспондент и ведущий новостей спорта.
В 1991 году вместе с Александром Иваницким, Олегом Жолобовым, Николаем Поповым, Анной Дмитриевой и Сергеем Ческидовым переходит с ЦТ СССР на ВГТРК, в творческо-производственное объединение «Арена» РТР, которое отвечало за подготовку спортивных передач и трансляций на втором канале телевидения. По неофициальным данным, именно с его подачи в России начали транслировать чемпионат мира по автогонкам в классе «Формула-1» (до этого трансляции гонок Ф-1 неоднократно показывались по советскому телевидению).
В 1993 году Алексей Бурков вместе с Анной Дмитриевой приняли решение покинуть спортивную редакцию «Арена» ВГТРК и перейти в только что созданную телекомпанию НТВ.
С октября 1993 года работал на НТВ директором спортивной редакции канала.
В 1993—1994 годах Бурков был ведущим спортивных новостей в программе «Сегодня», затем, с декабря 1997 по сентябрь 1998 года, в программе «Итоги».
С 1994 по 1998 год также вёл телепередачи «Такова спортивная жизнь» и «Дистанция 60», дневники Игр доброй воли и Олимпийских игр на канале НТВ. Комментировал гонки «Индикар». Принимал участие в закупке крупных спортивных соревнований для последующего показа их в телеэфире.
В 1996 году перешёл на «НТВ-Плюс». Основатель первого в России спортивного телеканала «НТВ-Плюс Спорт». С 1999 года — директор спортивной редакции спутникового телевидения «НТВ-Плюс».
В 2000—2001 годах являлся главным редактором интернет-портала ntvsport.ru.
В апреле 2001 года, после смены руководства и собственника на НТВ по личной инициативе как руководитель спортивных каналов «НТВ-Плюс» приостановил сотрудничество с этим каналом, в связи с чем его спортивная редакция стала также работать на телеканал ТВ-6, в июне 2002 года трансформировавшийся в ТВС (куда ушли многие другие ведущие программ, тележурналисты и технические сотрудники старого НТВ вместе с Евгением Киселёвым). Полноценное сотрудничество редакции Буркова с НТВ возобновилось только с мая 2002 года.
Скончался на 51-м году жизни в ночь с 21 на 22 ноября 2004 года в Москве после продолжительной болезни (рак почки).
Прощание состоялось 23 ноября в фойе концертной студии телецентра «Останкино». Похоронен на 6-м участке Введенского кладбища.
Алексей Бурков неоднократно давал интервью российским СМИ о ситуации со спортивным ТВ в России.